# U-Bahnhof Parchimer Allee

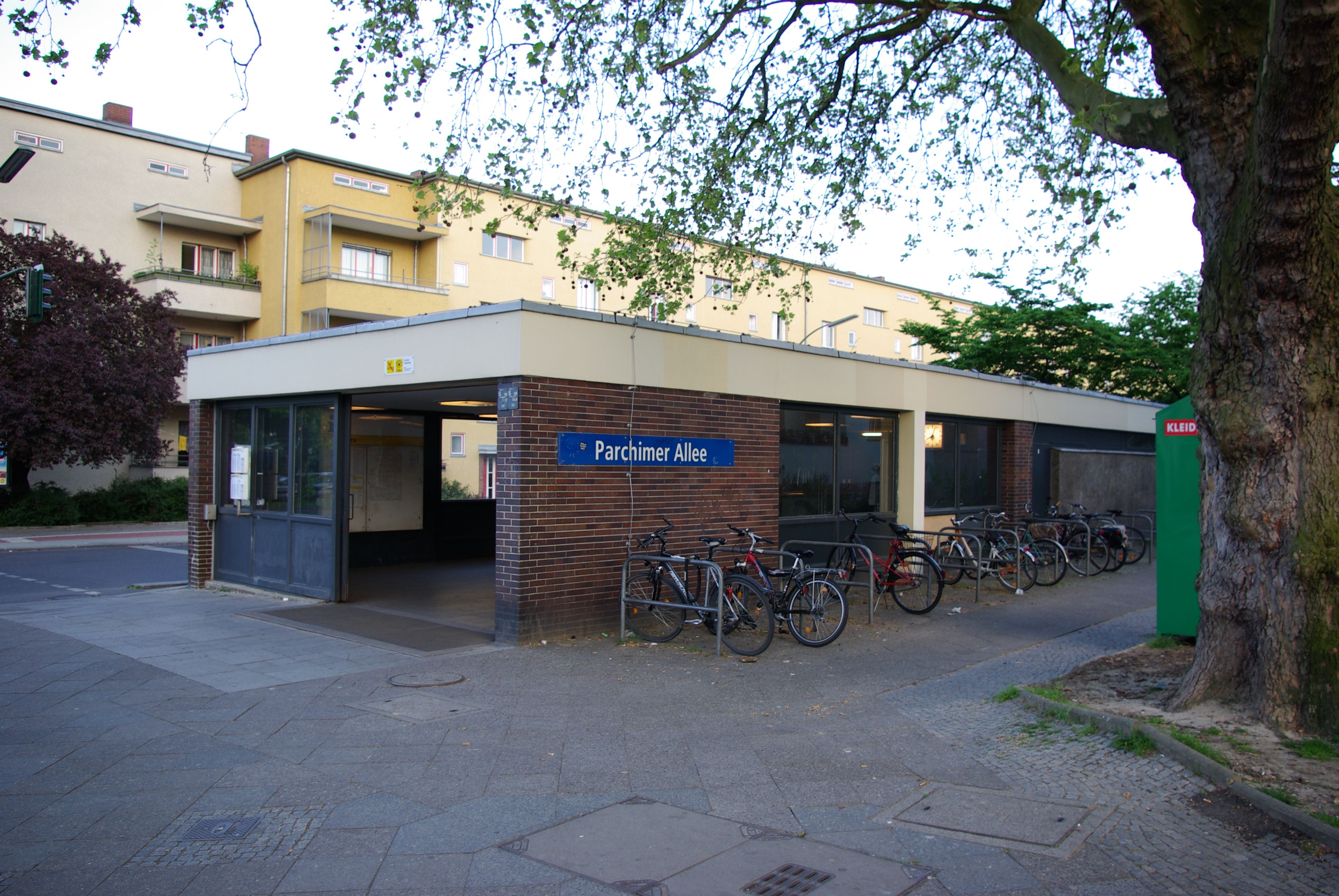
Bahnhofseingang in der Fritz-Reuter-Allee

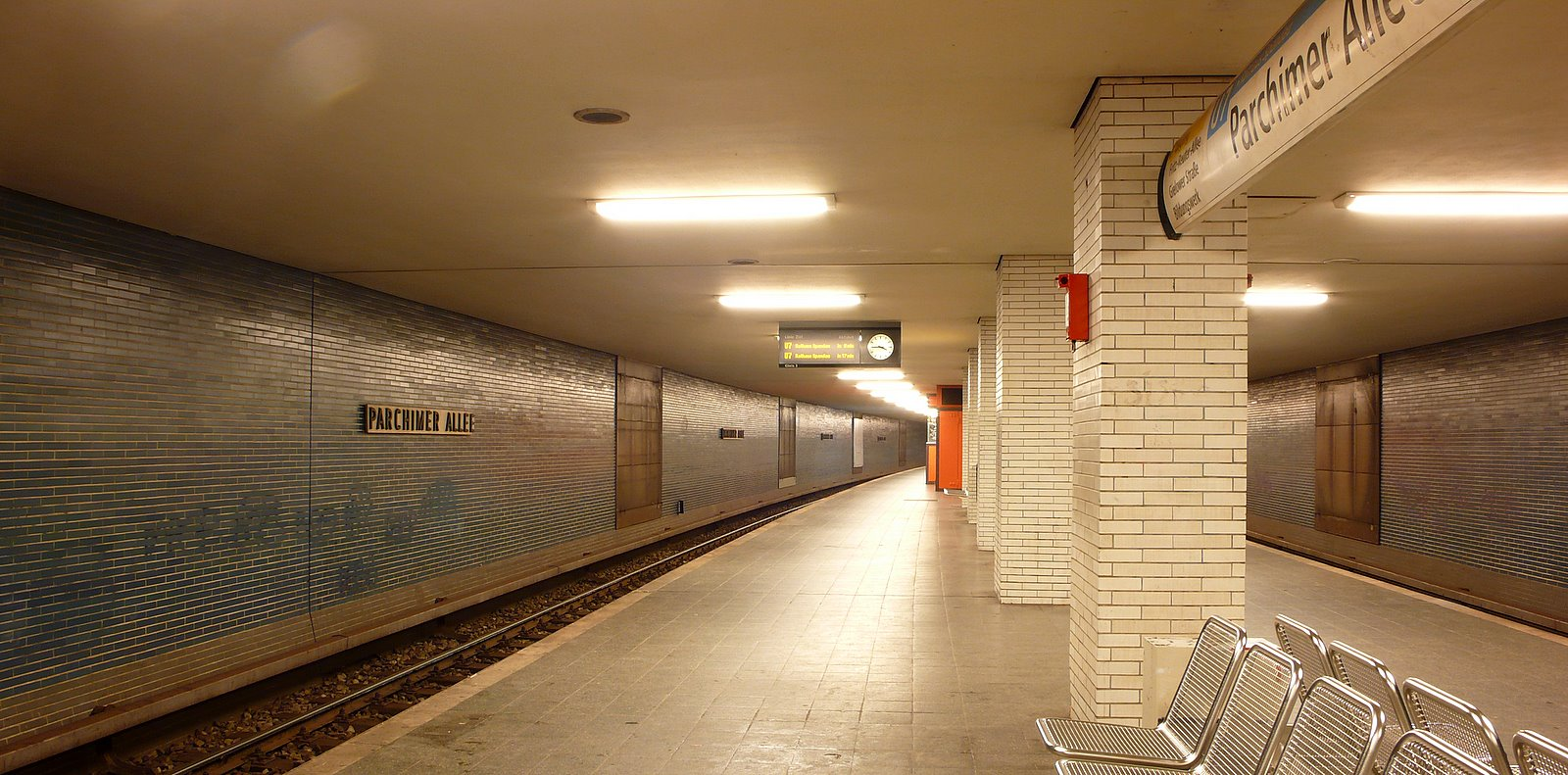
Bahnsteig

Der U-Bahnhof Parchimer Allee ist eine Station der Berliner U-Bahn-Linie U7, die am 28. September 1963 eröffnet wurde. Er ist Teil der ersten Südostverlängerung der U7 nach den 1930er Jahren. Der Bahnhof liegt im Berliner Ortsteil Britz quer zur namensgebenden Parchimer Allee und längs unterhalb der Fritz-Reuter-Allee. Entworfen wurde er, wie alle Bahnhöfe dieses Bauabschnitts, von Werner Düttmann in bauzeittypisch schlichtem Erscheinungsbild mit braunen Hartbrandziegeln und dunkelblauen Keramikfliesen, die Stützen mit weißen Klinkern verkleidet. Er wird im Bahnhofsverzeichnis der BVG als Pi bezeichnet.
Im Jahr 2008 wurde die Umbenennung des Bahnhofs in Hufeisensiedlung vorgeschlagen, die zuständige Senatsverwaltung lehnte diesen Vorschlag allerdings ab.
Ursprünglich bis 2016 sollte der Bahnhof barrierefrei umgebaut und ein Aufzug installiert werden. Dieser ging im Sommer 2018 in Betrieb, rund 1,5 Millionen Euro wurden hierfür investiert.
Ende 2018 wurde der Bahnhof zusammen mit zwölf weiteren Stationen als Zeitzeuge für den West-Berliner U-Bahn-Bau der 1960er und 1970er Jahre unter Denkmalschutz gestellt.

## Anbindung
| Linie | Verlauf |
| ----- | --- |
|       | Rathaus Spandau – Altstadt Spandau – Zitadelle – Haselhorst – Paulsternstraße – Rohrdamm – Siemensdamm – Halemweg – Jakob-Kaiser-Platz – Jungfernheide – Mierendorffplatz – Richard-Wagner-Platz – Bismarckstraße – Wilmersdorfer Straße – Adenauerplatz – Konstanzer Straße – Fehrbelliner Platz – Blissestraße – Berliner Straße – Bayerischer Platz – Eisenacher Straße – Kleistpark – Yorckstraße – Möckernbrücke – Mehringdamm – Gneisenaustraße – Südstern – Hermannplatz – Rathaus Neukölln – Karl-Marx-Straße – Neukölln – Grenzallee – Blaschkoallee – Parchimer Allee – Britz-Süd – Johannisthaler Chaussee – Lipschitzallee – Wutzkyallee – Zwickauer Damm – Rudow |

Am U-Bahnhof bestehen Umsteigemöglichkeiten von der Linie U7 zum Metrobus M46 der BVG.